# ミアッツィーナ
ミアッツィーナ（伊: Miazzina）は、イタリア共和国ピエモンテ州ヴェルバーノ・クジオ・オッソラ県にある、人口約400人の基礎自治体（コムーネ）。

## 地理

### 位置・広がり
| 隣接するコムーネは以下の通り。 - アウラーノ - カンビアスカ - カプレッツォ - コッソーニョ - グッロ - イントラーニャ - ヴァッレ・カンノビーナ (クルソロ＝オラッソ、ファルメンタ) - ヴェルバーニア |